# Summis desiderantes

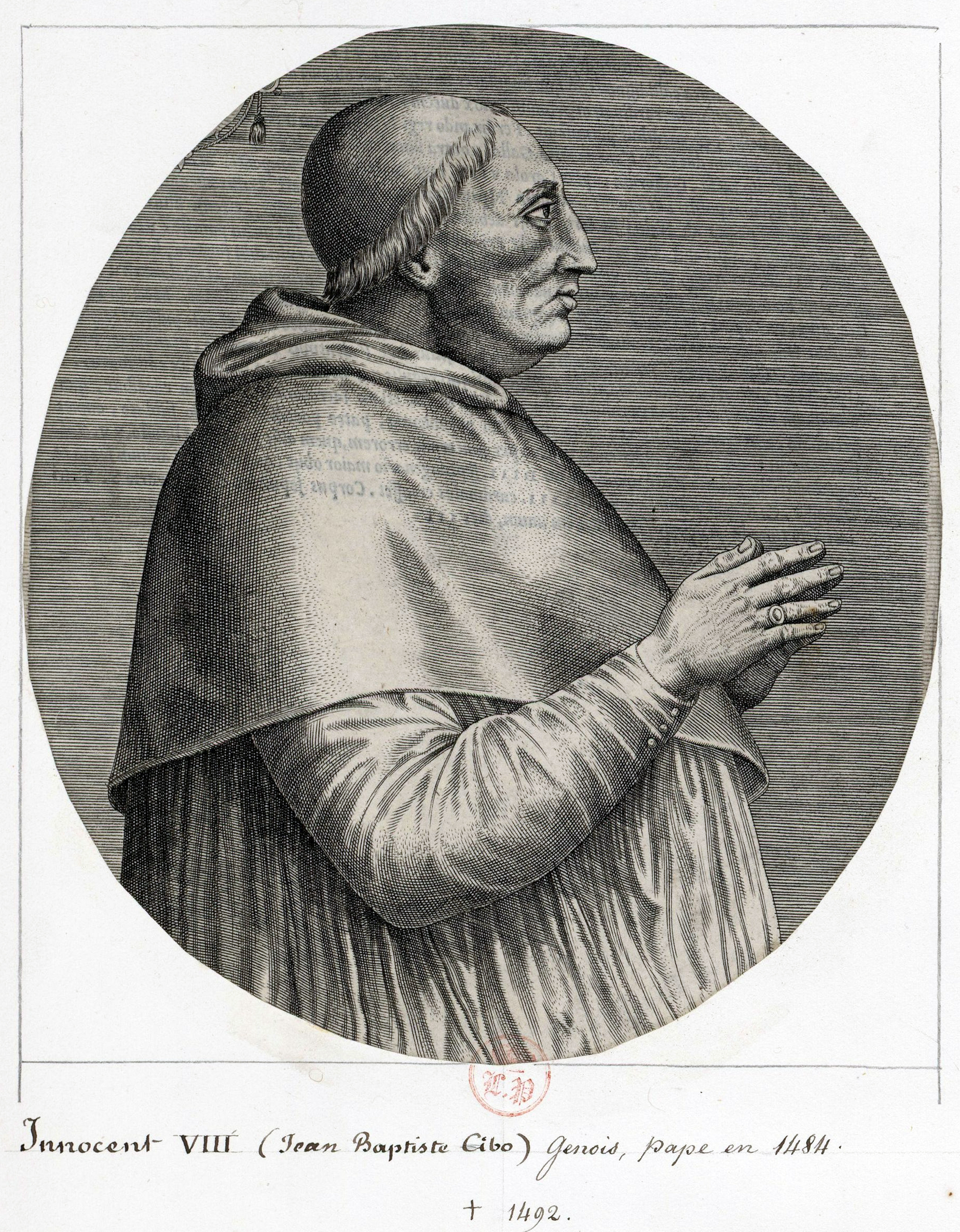
VIII. Ince pápa

A Summis desiderantes affectibus (Minden sóvárgással) kezdetű bullát VIII. Ince pápa adta ki 1484. december 5-én. Témája után „Boszorkánybulla” néven is ismert.
A bulla válaszként íródott Heinrich Kramer inkvizítor kérésére, hogy jogot kapjon Németországban a boszorkányok bíróság elé idézésére, miután először a helyi egyházi felhatalmazottak elutasították.

## Tartalma
A bulla elismerte a boszorkányok létezését. Részlet a bullából:
„... Nagy szomorúsággal vettük hírét és minden sóvárgással azon vagyunk, hogy megszűnjenek azok a jelenségek, hogy Németország déli részeiben, továbbá a mainzi, trieri és kölni érsekségekben sok, mindkét nembéli személy, elfelejtkezve saját üdvéről és elfordulva a keresztény hittől, gonoszságokat művel az ördögökkel, akik ővelük mint incubusok és succubusok (férfi vagy női szerelmi partnerek) keverednek, varázslataikkal, énekeikkel és egyéb babonás cselekedeteikkel, bűnnel és gonosztettel elpusztítják, megrontják az asszonyok újszülöttjeit, az állatok kicsinyeit, a földek termését, a szőlőt és a gyümölcsöt, a férfiak a nők és az állatok mindenféle fajtáját … A férfiakat megakadályozzák a nemzésben, az asszonyokat a szülésben, továbbá a férfiakat és a nőket abban, hogy eleget tegyenek házastársi kötelességüknek … Ezenkívül még esküszegő szájjal megtagadják a keresztény hitet, amelyet a szent keresztségben vettek fel, és az emberiség ellenségeinek bíztatására nem rettegnek számtalan könnyelműséget, bűnt, illetve gonosztettet elkövetni. Ezzel veszélybe sodorják lelküket, megsértik az Isten felségét, felháborodást keltenek nagyon sok igazhitű emberben és a keresztények számára csak ártalmas példákat nyújtanak.
A fentiekre tekintettel, követelésünknek eleget téve, attól a szándéktól vezérelve, hogy elhárítsunk minden, az inkvizítorok munkáját gátló akadályt, és hogy megfelelő eszközökkel védjük meg az ártatlan lelkeket az eretnekségtől és ezen mérgek pusztulásától, úgy határoztunk, hogy inkvizítorainkat feljogosítjuk a fenti romlottságban és szörnyűségekben vétkes személyek megjavítására, bebörtönzésére és megbüntetésére..."

## Hatása
A 15. század közepétől kezdett az egyház álláspontja változni a boszorkánysággal szemben. Korábban az számított eretneknek, aki hitt a boszorkányság és boszorkányok létezésében, ami szép lassan az ellenkezőjére fordult. A Summis desiderantes – amiben elismert módon szóbeszédre alapozva, teljes természetességgel és tényképpen beszél a boszorkányok kártevéséről – ennek a folyamatnak egy fontos állomása. 1487-ben ennek hatására készült el a Malleus maleficarum, amelynek bevezetője már kereken kijelenti, hogy a legnagyobb bűnök egyike nem hinni a boszorkányok létezésében. 1491-ben már a Kölni Egyetem teológiai fakultása figyelmeztette a hívők társadalmát, hogy bárki, aki kétségbe meri vonni a boszorkányok létezését, az inkvizíció fenyegetését vonja magára.